# 6PM (banda)
6PM es un grupo musical gallego formado en 2003 por Raúl Mon e Iván Oubiña. El estilo que hacen emplea una base de música electrónica al que se agregan diversos instrumentos del rock convencional, aproximándose a lo que se dio a llamar, indietrónica. Dentro del grupo Raúl Mon es el encargado de la voz, guitarra, teclados y vientos e Iván Oubiña de la voz, batería, programación, bajo y acordeón.

## Trayectoria
Nació al coincidir en la ciudad de Santiago de Compostela por motivos de estudios, e decidieron empezar a colaborar.
Tras una primeira maqueta dan luz a su segundo trabajo, Travel Card, que empiezan a mover por la red y en diversos concursos, con un éxito relativo y muy buenas críticas. Así, quedaron semifinalistas del Proyecto Demo 2006 (concurso organizado por Radio 3 y FIB Heineken), hecho que los catapulta a la popularidad y los llevó a grabar su primer LP Far From Perfect, editado comercialmente en CD a finales del año 2006. El nuevo trabajo incluye buena parte temas del anterior. Las buenas críticas continúan, señalándolos como uno de los grupos revelación del panorama musical de España. El disco es escogido como el mejor disco gallego del año por los lectores de la revista Sono-Tone. El aumento da su popularidad hace que empiecen a ser llamados a diversos festivales como el Festival do Norte (2006), Artenativa o Primavera Sound (2007).
En el año 2007 participan también en el disco colectivo de homenaje a Andrés do Barro, Manifesto Dobarrista.
En el 2009, autoeditarión su segundo EP bajo el nombre de Tape Worms EP, en el que introducirían más experimentación y una versión del tema Down the Line, de José González.
Su estilo puede recordar al dúo de indietrónica The Postal Service (formados el mismo año), en su escena más pop. No obstante, 6PM tiene importantes influencias de grupos como Radiohead.

## Discografía
- Travel Card EP - 2005
- Far From Perfect - 2006 (Junk Records)
- Tape Worms EP - 2009 (In Silence Recordings)

## Presencia en discos colectivos
- Manifesto Dobarrista (A Regueifa Plataforma, Falcatruada, Lonxa cultural, 2007)